# Evacuació de Laval (1793)
L'Evacuació de Laval es va produir l'octubre de 1793 durant la Revolta de La Vendée. Anticipa la victòria dels Vendeans durant la presa de la ciutat.

## Preludi
Després de travessar el Loira, els Vendeans van ocupar Varades on els seus oficials es van reunir en consell el 19 d'octubre de 1793. El 20 d'octubre, l'exèrcit va marxar cap a Laval. De camí, va arribar a Château-Gontier el dia 21.
El 22 d'octubre, els Vendéans són davant de Laval, aquesta vegada defensats per 6.000 homes. Va ser l'inici de la batalla de Laval.
En aquestes circumstàncies, els administradors del departament de Mayenne, per evitar que els detinguts, sacerdots refractaris i sospitosos, entre els quals hi ha alguns patriotes, siguin lliurats pels vendéens, decideixen fer-los allunyar del teatre de la guerra.
El matí del 23 van ser enviats a Mayenne. Els sacerdots són portats a Lassay-les-Châteaux, per ser portats a Rambouillet. Els altres són dirigits a Le Ribay i Javron-les-Chapelles. Al comboi se sumen diversos funcionaris, que van deixar Laval després d'ells, i entre ells el ciutadà François Midy.

## El destí dels sacerdots
El 20 de juny de 1792, les administracions del departament i del districte van emetre conjuntament un decret que ordenava l'empresonament d'uns 400 sacerdots no jurats que havien estat obligats durant tres mesos a anar de totes les parts del departament a Laval, on eren sotmesos cada dia a una trucada de presència. Al voltant de dos-cents van ser tancats a la casa dels Cordeliers i els altres a la dels caputxins. La deportació va reduir el nombre de sacerdots a prop de cent, que, a mitjan octubre, van ser traslladats al monestir de Patience de Laval, que es va transformar en una casa de detenció.
Els sacerdots detinguts, a excepció de catorze vells malalts, van ser apilats en carros per portar-los a Rambouillet. Els sacerdots són portats durant l'evacuació de la ciutat a Lassay, on dormen al pati del castell de Lassay. La nit següent, s'aturen a Pré-en-Pail a l'aire lliure amb fred.
Més tard els porten a Couterne, Chartres i més tard a Rambouillet. Els sacerdots reben insults i pallisses per part de Marat-Rigaudière, que acompanya el comboi de presoners. Estaven lligats per parelles  i lligats entre ells.
Una investigació elaborada per Pierre Grosse-Duperon, jutge de pau a Couterne el 1795, il·lustra el comportament de Marat-Rigaudière, membre del Tribunal Revolucionari.

## Informe d'investigació
- Avui 30 nivôse any III de la República i indivisible, ha aparegut a la casa comuna de Couterne. En presència del ciutadà Etienne Appert, agent nacional del municipi de Couterne i Jean Froger, oficial municipal.
- Ciutadana Anne Célos, servent del ciutadà Victor Postel. Qui ens va dir que, quan els sacerdots detinguts a Laval van ser traslladats a Lassay i d'allà a Couterne, va ser colpejada pel ciutadà Huvé, de la comuna de Neuilly, per haver volgut portar subsistència a aquests desgraciats sacerdots que van demanar menjar i beure. I, ha dit, va dir Anne Célos, que no sabia signar.
- El ciutadà Julien Bobot, que ens va dir que, quan els sacerdots van ser detinguts a Laval, van ser traslladats a Lassay i d'allà a Couterne, va veure el ciutadà Saint-Martin tractant els sacerdots com a canalles, dient-los pugeu al cotxe; no cal menjar i empènyer-los amb el seu pal. Firmar. Etc.

Van arribar el 26 de novembre a Rambouillet on van ser empresonats en condicions miserables durant dos hiverns. La majoria dels presoners moren de misèria. El gener de 1794, els membres del Comitè Revolucionari de Laval van enviar un comissari per reclamar els sacerdots detinguts a Rambouillet. Els membres del comitè de Dourdan, en la jurisdicció del qual es trobava el centre de detenció, s'hi van negar. Els presoners van romandre a Rambouillet i, després de la mort de Robespierre, van ser alliberats.

## El destí dels patriotes
François Midy està interessat en els presos patriòtics, gairebé tots els antics funcionaris acomiadats i arrestats per motius de federalisme. Quan el comboi surt, per Pré-en-Pail, cap a Alençon, mostra la humanitati intervé amb els presoners salvant-los la vida: els separa dels altres sospitosos i obté del Letourneur convencional que es mantinguin a les presons d'Alençon mentre que els altres presoners eren dirigits a Chartres. Aleshores, Midy mostra cert coratge en atrevir-se a interessar-se pels presoners, amb el risc de ser considerat ell mateix sospitós.